# Île de Bréhat
Het Île de Bréhat is een eiland voor de Bretonse noordkust. De Bretonse naam is Enez Vriad. Het eiland is het grootste van de Archipel de Bréhat en vormt ook het overgrote deel (meer dan 90%) van de oppervlakte van de gemeente Île-de-Bréhat (mèt streepjes).
Het 290 ha grote eiland bestaat feitelijk uit twee eilanden die bij laagtij met elkaar verbonden zijn: het Zuidereiland (Île du Sud) en het Noordereiland (Île du Nord) met ertussen de anse (baai) de la Corderie. In de 18e eeuw werd een vaste verbinding gebouwd: de "pont ar Prat", ook "pont-chaussée Vauban" genoemd.
Het hoogste punt van het eiland wordt gevormd door een 35 m hoge rotsheuvel, de "Chrec'h Simon".
De 444 (2008) inwoners van de gemeente concentreren zich in het dorp in het oosten van het Zuidereiland.
Beide deeleilanden onderscheiden zich door hun fysionomie en klimaat. Het Zuidereiland heeft een duidelijk zachter klimaat, waardoor een grote verscheidenheid aan bloemen voorkomt. Vandaar ook de bijnaam "L'île aux Fleurs". Men vindt er onder andere mimosa, vijgenboom, eucalyptus, hortensia, echium en Afrikaanse lelie. Het Noordereiland lijdt onder de hevige, zoutige winden, die de plantengroei sterk bemoeilijken. Daardoor ontstaat een soort heidelandschap

## Wetenswaardig
Op het Canadese eiland Newfoundland ligt een dorp genaamd Great Brehat. Dit werd in de 18e eeuw gesticht door Bretonse vissers en is vernoemd naar het eiland Bréhat.